# Opération Redwing
L’opération Redwing est le nom donné à une série de dix-sept essais nucléaires américains réalisés entre le 4 mai et le 21 juillet 1956. Ils ont été menés sur les atolls de Bikini et d'Eniwetok par la Force opérationnelle interarmées 7 (JTF7). Cette série a suivi le Project 56 et a précédé l'opération Plumbbob.
Le but était de tester les capacités des armes thermonucléaires de deuxième génération. Des dispositifs de fission destinés à être utilisés comme primaires pour les armes thermonucléaires et de petites armes tactiques pour la défense aérienne ont également été testés. Redwing a démontré le premier parachutage aux États-Unis d’une bombe à hydrogène livrable lors du test Cherokee. Parce que les rendements pour de nombreux tests à l’opération Castle en 1954 étaient considérablement plus élevés que les prévisions, Redwing a été mené en utilisant un « budget énergétique » : il y avait des limites à la quantité totale d’énergie libérée, et la quantité de rendement de fission était également strictement contrôlée. La fission, principalement la fission « rapide » de la falsification naturelle de l’uranium entourant la capsule de fusion[Quoi ?], augmente considérablement le rendement des dispositifs thermonucléaires et constitue la grande majorité des retombées, car la fusion nucléaire est une réaction relativement propre.
Tous les tirs ont été nommés d’après diverses tribus amérindiennes.

## Tests de la série Redwing
| Nom       | Date et heure                      | Fuseau horaire local | Lieu                                                         | Altitude et hauteur               | Méthode de mise à feu et objectif    | Appareil                | Rendement | Retombées | Références | Notes |
| --------- | ---------------------------------- | -------------------- | ------------------------------------------------------------ | --------------------------------- | ------------------------------------ | ----------------------- | --------- | --------- | ---------- | --- |
| Lacrosse  | 4 mai 1956 18 h 25 min 29 s 9      | MHT (11 heures)      | Runit (Yvonne), atoll d’Enewetak 11,55392°N 162,34808°E      | 2 m + 5 m                         | surface sèche, développement d’armes | TX-39 primaire          | 40 kt     |           | ,          | Maquette du TX-39. A laissé un cratère visible au large de l’île Runit, à côté de Cactus Dome, 600 pieds (180 m) de diamètre. |
| Cherokee  | 20 mai 1956 17 h 50 min 38 s 7     | MHT (11 heures)      | Namu (Charlie), Bikini Atoll 11.73973°N 165.33985°E          | 0 + 1,320 m                       | Larguée, Développement d'armes       | Mark 15                 | 3,8 Mt    |           | ,          | Le premier dispositif thermonucléaire "livrable" par voie aérienne des États-Unis. Une erreur de navigation a fait atterrir l'arme à 6,4 km du point de visée (Namu), a compromis la collecte de données sur les effets et placé le personnel militaire non protégé face à l'explosion à laquelle ils avaient été disposés de dos. L'armée de l'air a identifié le technicien de test responsable comme étant l'aviateur de première classe Jackson H. Kilgore, qui a été réprimandé. Test d'effets, mais aussi une déclaration politique internationale sur la volonté d'utiliser des armes thermonucléaires. |
| Zuni      | 27 mai 1956 17 h 56 min 00 s 3     | MHT (11 heures)      | Eninmen (Tare), Bikini Atoll 11.50325°N 165.37049°E          | 2 m (6 ft 7 in) + 3 m (9.8 ft)    | surface sèche, développement d’armes | Mk-41 Bassoon           | 3,5 Mt    |           | ,          | Premier essai d'un appareil à 3 étages. Version propre utilisant un tampon en plomb, fusion à 85 % ; Tewa est la version sale de la même bombe. La conception a évolué en Mk-41, la plus grande bombe américaine déployée. |
| Yuma      | 27 mai 1956 19 h 56 min ??         | MHT (11 heures)      | Aomon (Sally), Enewetak Atoll 11.61569°N 162.31935°E         | 2 m (6 ft 7 in) + 60 m (200 ft)   | tour, développement d'armes          | Swift                   | 190 t     |           | ,          | L'ogive de défense aérienne la plus petite (5 po (130 mm) de diamètre) et la plus légère (96 lb (44 kg)) à ce jour, un dispositif d'implosion linéaire asymétrique à fission dopée. N'a provoqué que l'explosion nucléaire initiale car le dopage n'a pas fonctionné. |
| Erié      | 30 mai 1956 18 h 15 min 29 s 3     | MHT (11 heures)      | Runit (Yvonne), Enewetak Atoll 11.53999°N 162.35793°E        | 2 m (6 ft 7 in) + 90 m (300 ft)   | tour, développement d'armes          | TX-28C primaire         | 14,9 kt   |           | ,          | Test de l'amorce primaire de la TX-28C (C pour "clean" : propre). |
| Séminole  | 6 juin 1956 00 h 55 min 30 s 0     | MHT (11 heures)      | Bokon (Irene), Enewetak Atoll 11.67226°N 162.210367°E        | 2 m (6 ft 7 in) + 2 m (6 ft 7 in) | surface sèche, développement d’armes | TX-28 primaire          | 13,7 kt   |           | ,          | A explosé dans un réservoir d'eau pour simuler un essai nucléaire souterrain. A laissé un cratère de 660 pi × 32 pi (201,2 m × 9,8 m). |
| Blackfoot | 11 juin 1956 18 h 26 min 00 s 3    | MHT (11 heures)      | Runit (Yvonne), Enewetak Atoll 11.54598°N 162.35252°E        | 2 m (6 ft 7 in) + 60 m (200 ft)   | tour, développement d’armes          |                         | 8 kt      |           | ,          | Petit prototype de défense aérienne. Un système d'implosion sphérique de diamètre presque minimal, de 11,5 pouces (290 mm) de diamètre. |
| Flathead  | 11 juin 1956 18 h 26 min 00 s 1    | MHT (11 heures)      | NE Lagoon, Bikini Atoll 11.6°N 165.4514°E                    | 0 + 4.5 m (15 ft)                 | barge, développement d’armes         | TX-28S                  | 365 kt    |           | ,          | Test TX-28S (pour "salée"), retombées élevées, intentionnellement sale, fission à 73%. |
| Kickapoo  | 13 juin 1956 23 h 26 min ??        | MHT (11 heures)      | Aomon (Sally), Enewetak Atoll 11.61569°N 162.31935°E         | 2 m (6 ft 7 in) + 90 m (300 ft)   | tour, développement d'armes          | Swallow                 | 1,5 kt    |           | ,          | Implosion linéaire, test d'ogive de défense aérienne. |
| Osage     | 16 juin 1956 01:13:53.1            | MHT (11 heures)      | Runit (Yvonne), Enewetak Atoll 11.54374°N 162.35408°E        | 0 + 210 m (690 ft)                | largage, développement d'armes       | XW-25                   | 1,7 kt    |           | ,          | Test de résistance de la XW-25. |
| Inca      | 21 juin 1956 21 h 26 min ??        | MHT (11 heures)      | Rujoru (Pearl), Enewetak Atoll 11.62831°N 162.28828°E        | 2 m (6 ft 7 in) + 60 m (200 ft)   | tour, développement d'armes          | XW-45 Swan              | 15.2 kt   |           | ,          | Essai d'ogive tactique, évolué en XW-45. |
| Dakota    | 25 juin 1956 18 h 06 min 00 s 2    | MHT (11 heures)      | NE Lagoon, Bikini Atoll 11.6028°N 165.4514°E                 | 0 + 2 m (6 ft 7 in)               | barge, développement d’armes         | TX-28C                  | 1,1 Mt    |           | ,          | Prototype du XW-28C. Est devenu le design le plus polyvalent et le plus utilisé aux États-Unis, de 1958 à 1990. |
| Mohawk    | 2 juillet 1956 18 h 06 min ??      | MHT (11 heures)      | Ebiriru (Ruby), Enewetak Atoll 11.62717°N 162.29393°E        | 2 m (6 ft 7 in) + 90 m (300 ft)   | tour, développement d'armes          | Swan/Flute              | 360 kt    |           | ,          | |
| Apache    | 8 juillet 1956 18:06:00.2          | MHT (11 heures)      | Elugelab (Flora), Enewetak Atoll 11.66451°N 162.19446°E      | 0 + 2 m (6 ft 7 in)               | barge, développement d’armes         | XW-27 (en) / Zither     | 1,9 Mt    |           | ,          | Même primaire que Lacrosse ; Prototype d'ogive XW-27 pour missile Regulus. |
| Navajo    | 10 juillet 1956 17 h 56 min 00 s 3 | MHT (11 heures)      | NE Lagoon, Bikini Atoll 11.68743°N 165.38263°E               | 0 + 6 m (20 ft)                   | barge, développement d’armes         | TX-21C                  | 4,5 Mt    |           | ,          | Fusion à 95%, tir le plus propre jusqu'en 1958. |
| Tewa      | 20 juillet 1956 17 h 46 min 00 s 0 | MHT (11 heures)      | Yurochi aka Irioj (Dog), Bikini Atoll 11.67896°N 165.34042°E | 0 + 4.5 m (15 ft)                 | barge, développement d’armes         | Mk-41 ? "Bassoon Prime" | 5 Mt      |           | ,          | 87 % de fission ; premier appareil américain à 3 étages, version sale du Bassoon testé à Zuni. Développé en Mk-41. |
| Huron     | 21 juillet 1956 18 h 16 min 00 s 1 |                      | Elugelab (Flora), Enewetak Atoll 11.6719°N 162.3692°E        | 0 + 2 m (6 ft 7 in)               | barge, développement d’armes         | XW-50 ? Proto "Egg"     |           |           | ,          | Thermonucléaire à 2 étages, prototype du XW-50. |